# Bifurca longinasus
Bifurca longinasus är en fjärilsart som beskrevs av Joannis 1930. Bifurca longinasus ingår i släktet Bifurca och familjen tofsspinnare. Inga underarter finns listade i Catalogue of Life.